# سكوت ديفيز (تنس)
سكوت ديفيز (بالإنجليزية: Scott Davis)‏ مواليد 27 أغسطس 1962 في سانتا مونيكا، هو لاعب كرة مضرب أمريكي سابق بدأ مسيرته كمحترف سنة 1983 وكان يلعب باليد اليمنى، اعتزل اللعب في 1998. كما أنه أحد أبطال الجراند سلام. أعلى تصنيف له في الفردي كان المركز الـ 11 في سنة 1985.

## بطولات حققها
- بطولة أستراليا المفتوحة للتنس

## روابط خارجية
- سكوت ديفيز على موقع رابطة محترفي التنس (الإنجليزية)
- سكوت ديفيز على موقع الاتحاد الدولي لكرة المضرب (الإنجليزية)
- سكوت ديفيز على موقع كأس ديفيز (الإنجليزية)
- سكوت ديفيز على موقع خلاصة التنس.كوم (الإنجليزية)